# Olga Kirsch
Olga Kirsch (en hebreo: אולגה קירש‎; Koppies, 23 de septiembre de 1924-Rejovot, 5 de junio de 1997) fue una escritora y traductora sudafricana-israelí.

## Biografía
Era la tercera de cinco hermanos. Su madre era británica y su padre judío de origen lituano que falleció cuando ella tenía 12 años. 
Su escolarización fue esencialmente en afrikáans y más tarde estudió en inglés la secundaria en Koppies y después de que su familia se estableciera en Johannesburgo, comenzó a estudiar medicina, pero más tarde cambió de rama educativa y estudió literatura afrikáans y neerlandesa. A los 24 años, se mudó a Israel donde fue profesora de inglés y obtuvo un máster en la Universidad Hebrea de Jerusalén. Se casó con el matemático Joseph Gillis (1911-1993), profesor del Instituto Weizmann, con quien tuvo dos hijas Ada y Michal, en 1950 y 1953. 
Con Elisabeth Eybers, fue una de las primeras mujeres en publicar en afrikáans, y aunque también publicó en inglés y participó en actividades de la asociación de escritores anglófonos de Israel, es su obra en afrikáans la que le supuso mayor éxito, a pesar de que le fue muy difícil según ella publicar en esta lengua fuera de Sudáfrica. En sus primeros trabajos, plasmaba su rechazo al racismo y su aspiración a vivir en Israel. En su obra más madura, abordó temas más personales como sonetos dedicados a su marido y el fallecimiento de su madre y su benjamina, fallecida a los 9 años a causa de una enfermedad incurable. 
Fue además una destacada lingüista; tradujo sus libros de poesía del afrikáans al inglés y al hebreo.
Con la edad, la escritura se volvió más difícil y se volcó en el diseño y la escultura en madera. Murió a causa de un tumor cerebral.·.

## Poesía

### En afrikáans
- Die Soeklig, J. L. van Schaik Bpk., Pretoria 1944
- Mure van die Hart, Afrikaanse Pers Boekhandel, Johannesburgo 1948
- Negentien gedigte, Human & Rousseau, Ciudad del Cabo 1972
- Geil Gebied, Human & Rousseau, Ciudad del Cabo 1976
- Oorwinteraars in die Vreemde, Human & Rousseau, Ciudad del Cabo 1978
- Afskeide, Human & Rousseau, Ciudad del Cabo 1982
- Ruie tuin, Human & Rousseau, Ciudad del Cabo 1983

### en inglés
- The Book of Sitrya, Rehovot 1990